# Arthur Compton
Arthur Holly Compton (Wooster, 1892. szeptember 10. – Berkeley, 1962. március 15.) amerikai fizikus. Nobel-díjban részesült (1927) a róla elnevezett Compton-szórás felfedezésének köszönhetően.

## Életrajz

### Fiatal évek
Arthur Holly Compton Woosterben (Ohio állam) született 1892-ben Elias Compton és Otelia Compton tanárszülők gyerekeként. Apja, Elias Compton dékán volt a The University of Woosteren (a későbbi The College of Wooster), ahol Arthur is tanult. Idősebb bátyja Karl Taylor Compton is a The University of Woosteren tanult fizikát, aki később az MIT igazgatója lett; másik bátyja, Wilson M. Compton diplomata és elnöke a State College of Washingtonnak, (a későbbi Washington State University). 1913 körül kigondolt egy ábrázolási metódust a Föld rotációjára.
1918-ban Compton elkezdte az röntgensugarak szóródásának tanulmányozását. 1922-ben megállapította, hogy ha egy röntgenkvantum szórás során atomban kötött elektronnal ütközik, akkor energiájának csak egy részét adja át az ütközést követően kibocsátott elektronnak, és ezért kisebb energiával, vagyis megnövekedett hullámhosszal hagyja el az atomot. Ezt nevezik Compton-hatásnak. Ő javasolta először az elektron spin fogalom bevezetését is. 1917-ben kutatómérnöki állást kapott Westinghouseban. Később a fluoreszcens fényforrások kifejlesztését segítette a General Electricnél. 1919-ben a Nemzeti Kutató Tanács tagja lett, ahol röntgensugárzással foglalkozott.

### Háborús idők
1941-ben Vannevar Bushsal és Ernest Lawrenceszal együtt Compton segített Amerikának az atombomba fejlesztésében. Létrehozott egy bizottságot az OSRD keretén belül S-1 Committee néven, amely az urán tulajdonságainak vizsgálatával és gyártásával volt megbízva. 1942-ben, Compton kinevezte Robert Oppenheimert a Committee legjobb elméleti szakemberévé. Amikor a Committee munkáját átvette a hadsereg 1942 nyarán, meghívást kapott a Manhattan tervbe. Amikor 1941. december 7-én Japán megtámadta Pearl Harbort, Compton megszerezte a támogatást az együttműködésre a plutónium kutatásban a Chicagói Egyetemen. Utána meghívást kapott az első atombomba megépítésére. A „Kohászati Laboratórium”-ban dolgozott sok más tudóssal az első maghasadási láncreakció kidolgozásán, az első „atommáglya” létrehozásán. A Met Lab vezetése nehéz munka volt, a tudósok állandó intenzív politikai nyomás alatt végezték munkájukat. Az egész háború ideje alatt Compton megmaradt prominens tudósnak.

### Washington Egyetem St. Louis-ban
Compton visszatért a Washington Egyetemre, St. Louis-ba. 1946-ban az egyetem a kilencedik kancellárjává avatta.
1953-ban nyugdíjba ment, de az egyetemen maradt 1961-ig, amikor is végleg visszavonult.

## Hagyaték
Arthur Comptont az ohiói Wooster temetőben temették el. A Compton krátert a Holdon róla és testvéréről nevezték el. A Saint Louis-i Washington Egyetem kutatási szárnya tiszteletbeli tagjává választotta. A Chicagói Egyetem Residence is megemlékezett Comptonról és munkásságáról.
Az Arthur H. Compton Ház Chicagóban nemzettörténeti helyként van számon tartva.

## Bibliográfia
- Compton, Arthur (1918). "American Physical Society address (Dec 1917)", Physical Review, Series II.
- Compton, Arthur (1923). "A Quantum Theory of the Scattering of X-Rays by Light Elements Archiválva 2007. február 6-i dátummal a Wayback Machine-ben", Physical Review, 21(5), 483 – 502.
- Compton, Arthur (1935). The Freedom of Man, New Haven: Yale University Press.
- Compton, Arthur (1940). The Human Meaning of Science, Chapel Hill: University of North Carolina Press.
- Compton, Arthur (1956). Atomic Quest, New York: Oxford University Press.
- Compton, Arthur (1967). The Cosmos of Arthur Holly Compton, New York: Alfred A. Knopf; edited by Marjorie Johnston
- Compton, Arthur (1973). Scientific Papers of Arthur Holly Compton, Chicago: University of Chicago Press; edited by Robert S. Shankland.